# Gears of War (canción)
«Gears of War» es una canción del grupo de thrash metal Megadeth que fue hecha para el videojuego Gears of War y que luego apareció en su álbum de 2007 United Abominations.

## Historia
La canción fue hecha para el videojuego Gears of War ya que Mustaine es un gran fan del juego, sin embargo sería instrumental y más tarde Dave Mustaine escribiría la letra, pero al no tener tiempo no se pudo grabar para el juego. Después fue grabada en su álbum United Abominations, esta vez con letra incluida.
- Datos: Q2070207